# Manis tricuspis
El pangolín arborícola (Manis tricuspis) es una especie de mamífero folidoto de la familia Manidae. Es propia de África ecuatorial. También conocidos como pangolines de vientre blanco o pangolines tricuspideos, son los más comunes de la selva africana.

## Taxonomía
El pangolín arborícola pertenece al subgénero Phataginus y algunos autores elevan dicho subgénero a la categoría de género. Dos subespecies fueron reconocidas en 1972 por Meester:
- Manis tricuspis tricuspis[3]
- Manis tricuspis mabirae[4]

## Distribución y hábitat
Los pangolines arborícolas se extienden desde Guinea hasta Sierra Leona y gran parte de África Occidental llegando incluso a Kenia suroccidental y Tanzania noroccidental. Al sur se extienden hasta Angola y el noroeste de Zambia. Se han hallado en la isla atlántica de Bioko, pero no hay informes confirmados de su presencia en Senegal, Gambia o Guinea-Bissau.
Son semiarbóreos y generalmente nocturnos. Se encuentran en selvas tropicales de tierra caliente (de vegetación tanto primaria como secundaria), así como en mosaicos de sabana/selva. Probablemente se adaptan hasta cierto grado a los cambios del hábitat y que favorecen la tierra cultivada y de barbecho, donde no son cazados con profusión (p.ej. árboles de palma aceitera en crecimiento secundario).

## Comportamiento

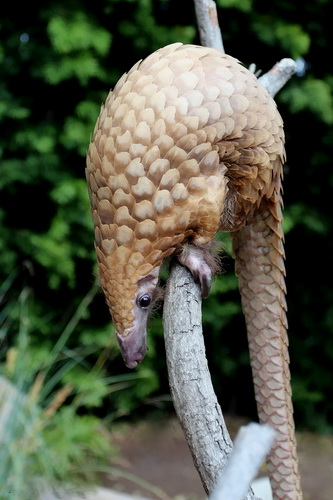
Pangolín en el Zoológico de San Diego.

Los pangolines arborícolas pueden caminar sobre su cuatro patas o sobre sus patas traseras usando su cola prensil como contrapeso. Pueden subir a los árboles en ausencia de ramas. Cuando caminan a cuatro patas, lo hacen sobre sus nudillos delanteros con sus garras dispuestas por debajo para evitar su desgaste. Sus glándulas olorosas anales dispersan una secreción nauseabunda de modo muy parecido al de los zorrillos cuando se les amenaza. Presentan un sentido del olfato bien desarrollado, pero, para ser un animal nocturno, tienen una visión pobre. En lugar de dientes tienen un estómago parecido a la molleja lleno de piedras y arena que ingieren. El pangolín arborícola africano llena su estómago de aire antes de sumergirse en el agua para mejorar su flotabilidad a la hora de nadar.
Se adaptan de muchas formas. Cuando se les amenaza se enrollan en una bola, protegiéndose con su dura piel y sus escamas. Estas cubren todo su cuerpo excepto el vientre, hocico, ojos, orejas y la parte inferior de sus miembros. Cuando una madre con su crías es amenazada, se enrolla alrededor de éstas, las cuales también se enrollan en una bola. Mientras están enrollados, pueden extender sus escamas y efectuar una acción de corte mediante el uso de músculos que mueven las escamas hacia delante y hacia atrás. También producen ante la amenaza un agresivo sonido de rabia.

## Dieta
Se alimentan de insectos, tales como hormigas y termitas en sus nidos, o grupos grandes de insectos moviéndose sobre los árboles. Están protegidos por su dura piel, y cavan en madrigueras con sus largas y provistas de garras patas delanteras. Comen entre 150 y 200 g de insectos al día. Usan su lengua de 250 a 700 mm, la cual está cubierta de moco pegajoso para introducir los insectos en su boca. La lengua está realmente enfundada en la cavidad pectoral llegando hasta la zona pélvica.

## Reproducción
Los territorios de las hembras son pequeños y solitarios, de menos de 40.000 m², y raramente se superponen. Los machos tienen territorios mayores, de hasta 200.000 m², que se superponen a los de las hembras, lo cual propicia sus encuentros. Dichos encuentros son breves a no ser que la hembra esté en celo. Cuando se encuentran machos y hembras y éstas están en celo, se produce el apareamiento. La gestación de las crías dura 150 días y lo normal es una cría por alumbramiento. Las crías son transportadas sobre la cola de su madre hasta el destete tres meses después, aunque permanecerán junto a su madre durante cinco meses en total. Al principio las escamas del recién nacido son blandas, pero, tras unos pocos días, empiezan a endurecerse. En cautividad, se ha llegado a ver hembras adoptando las crías de otras.

## Uso económico
Los pangolines arborícolas son objeto de una extendida y a menudo intensiva explotación para el tráfico de carne ilegal y la medicina tradicional, y son con diferencia los pangolines más comúnmente encontrados en los mercados de carne de caza furtiva. Los conservacionistas creen que esta especie ha sufrido un descenso del 20-25% en los últimos 15 años (tres generaciones de pangolines) debido principalmente al impacto de la caza furtiva para carne. Afirman que ésta continúa siendo extraída a niveles insostenibles en algunas de sus áreas de distribución y que recientemente su especie ha elevado su estado de "Preocupación Menor" a "Vulnerable".